# Bitwa pod Palasi

Piechota brytyjska w boju

Bitwa pod Palasi – starcie zbrojne, które miało miejsce dnia 23 czerwca 1757 r. w Bengalu, w pobliżu małej wioski Palasi, położonej pomiędzy Kalkutą a Murschidabadem. W starciu udział wzięły wojska Brytyjskiej Kompanii Wschodnioindyjskiej oraz Hindusi pod wodzą Nawaba Bengalu Siraja Ud Daulach.

## Przed bitwą
Powodem starcia był atak i zdobycie Kalkuty przez Nawaba, który wystąpił przeciwko nowym umocnieniom brytyjskim i mieszał się w sprawy handlowe pomiędzy Brytyjczykami a Hindusami. 
Armia brytyjska wyraźnie ustępowała pod względem ilościowym przeciwnikowi. Dysponowała ona zaledwie 800 Europejczykami i 2 200 sprzymierzonymi Hindusami. Nawab natomiast dowodził siłami 50 000 ludzi i 53 działami. Dysproporcja sił była tak wielka, że w dniu 21 czerwca generał Robert Clive zwołał radę wojenną, na której dyskutował sposoby uniknięcia walk. Clive był sceptyczny, dał się jednak przekonać argumentom majora Eyre'a Coote'a, dowodzącego 39 regimentem wojsk brytyjskich. Dodatkowo otrzymał on zapewnienie Hindusów pod wodzą Mir Dżafara, który w zamian za pomoc w objęciu tronu zamierzał przejść na stronę brytyjską. Dnia 22 czerwca wojska Clive'a przekroczyły rzekę w pobliżu Fortu Katwa. Tego samego wieczora Brytyjczycy zajęli stanowiska w lesie mangrowym na lewej stronie rzeki Bhagirathi. 
Wczesnym rankiem 23 czerwca armia Nawaba opuściła swoje stanowiska, ustawiając się w szyku liniowym naprzeciw prawego skrzydła brytyjskiego.

## Bitwa
Clive tymczasem opuścił pozycje w lesie. Jego lewe skrzydło zajęło stanowiska w okolicy Plassey House, budynku otoczonego kamiennym murem. Linia brytyjska poszeregowana została na sześć oddziałów. Europejczycy w środku tworzyli 4 oddziały, major Kilpatrick dowodził bengalską piechotą, majorowie Grant i Eyre Coote 39 regimentem piechoty, natomiast piechota Madrasu pod wodzą kapitana Gauppa w sile dwóch oddziałów zajęła pobliskie wzgórza. Artylerią w sile trzech 6-funtowych dział po każdej ze stron dowodził kapitan William Jennings. Siły Clive'a, wyposażone dodatkowo w dwie 6-funtówki, zajęły stanowiska pomiędzy dwoma kamiennymi murami, około 200 jardów od lewego skrzydła. Cała linia brytyjska liczyła około 1000 jardów szerokości. 
Siły Nawaba dość gęsto ustawiły swoje kolumny kawalerii i piechoty, wśród nich baterie artyleryjskie różnych wagomiarów. Wojska Clive'a uderzyły na przeciwnika wprawdzie na wąskim obszarze, jednak wspierane bateriami artylerii z obu skrzydeł. Atak przyniósł znaczne straty Brytyjczykom, wobec czego Clive wycofał się pod osłonę lasu. W tym czasie działa brytyjskie kontynuowały ostrzał sił Nawaba. Stłoczone na niewielkim obszarze oddziały hinduskie ponosiły wielkie straty. Clive zamierzał ostrzeliwać wroga przez cały dzień, a wieczorem ponownie przypuścić atak na osłabionego Nawaba. 
Podczas walki wystąpił godzinny deszcz monsunowy, który całkowicie przemoczył żołnierzy obu stron. Artyleria Hindusów nie była w stanie oddawać już tylu strzałów, co na początku bitwy – proch artyleryjski zupełnie zamókł. W tym momencie do ataku przystąpiła kawaleria Hindusów, licząc na to, że także działa brytyjskie nie są zdolne do dalszego ostrzału. Proch artylerii brytyjskiej jednak w wyniku 9 letnich doświadczeń w Indiach był odpowiednio chroniony przed wilgocią i teraz wszystkie działa ponownie rozpoczęły gwałtowną kanonadę. Kawaleria Nawaba została rozbita trzema salwami z każdego skrzydła. 
Widząc przebieg walk, siły Mir Dżafara zgodnie z zapowiedzią opuściły lewe skrzydło hinduskie. Główna linia Hindusów rozproszyła się. Cała walka trwała zaledwie kilka godzin. 

## Po bitwie
W rzeczywistości wynik walki przesądzono już wcześniej. Clive przekupił bowiem krewnego i dowodzącego większością sił (w tym artylerią) Mir Dżafara. Ten od początku rościł sobie prawa do tronu i chciał to uczynić przy pomocy Brytyjczyków. Wielu jego przekupionych żołnierzy porzucało broń, niektórzy poddawali się Brytyjczykom, inni kierowali broń nawet przeciwko swoim kompanom. Pozostałe wierne oddziały Siraja Ud Daulaha stały się łatwym celem Brytyjczyków. Nawab został pojmany, po czym brutalnie zamordowany przez syna Mir Dżafara Mirana w trakcie próby ucieczki do Biharu. 
Bitwa pod Palasi uważana jest za początek panowania brytyjskiego w Indiach. Clive otrzymał tytuł Barona Plassey, otrzymał też ziemie w hrabstwach Limerick i Clare w Irlandii.
Mir Dżafar jako Nawab był zirytowany brytyjską kuratelą, więc poprosił Holenderską Kompanię Wschodnioindyjską o interwencję. Holendrzy posłali siedem statków i około 700 marynarzy, lecz Brytyjczycy prowadzeni przez pułkownika Forde pokonali ich koło Chinsura 25 listopada 1759. Mir Dżafar został usunięty z tronu w 1760. Jego miejsce zajął jego zięć Mir Kasim Ali Khan. Mir Kasim również okazywał oznaki niezależności i ostatecznie został pokonany przez Kompanię w bitwie pod Buxar (1764), po której pełna polityczna kontrola nad Bengalem znalazła się w rękach Kompanii.